# Blackett (cràter)
|  | No s'ha de confondre amb Brackett (cràter). |

Blackett és un cràter d'impacte que es troba a la cara oculta de la Lluna, darrere de l'extremitat sud-oest, per fora de l'anell exterior al sud-est de la immensa conca de la Mare Orientale. La formació dels principals elements que han deixat a Blackett profundament marcat són esquerdes. Gran part del cràter ha estat modelat per les ejeccions de la Mare Orientale, sobretot en la seva meitat occidental.

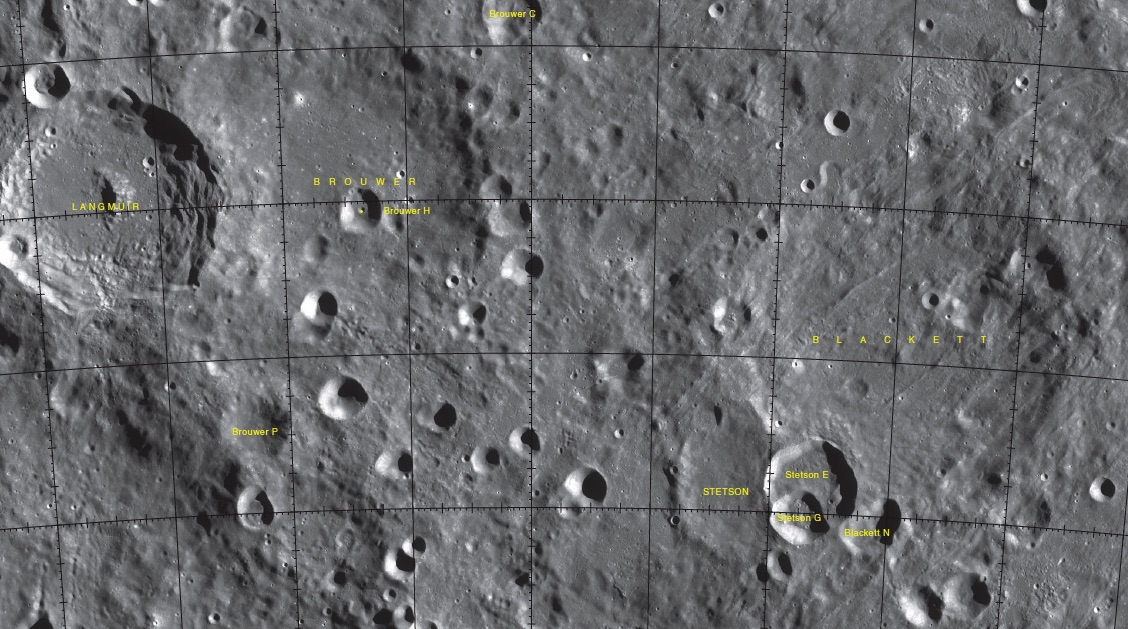
Localització de Blackett (centre dreta de la imatge)
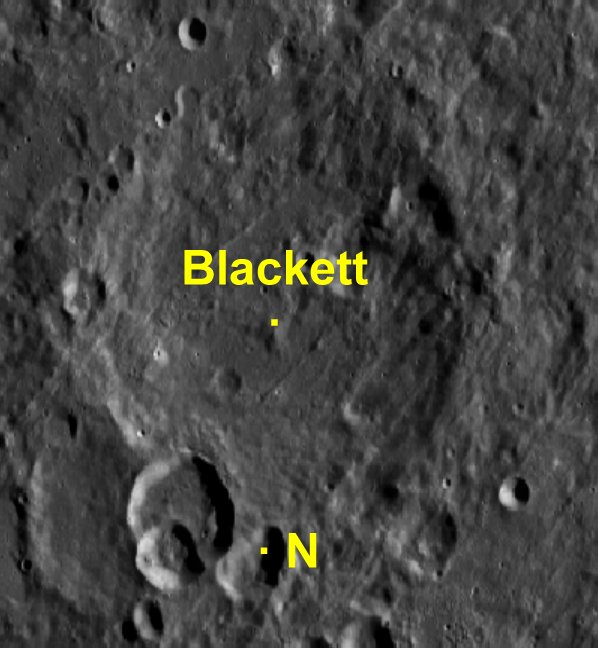
Cràters satèl·lit
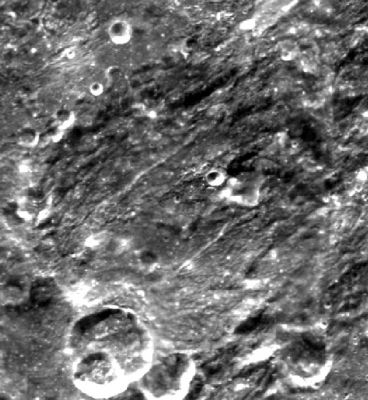
Fotografia de la missió Clementine (1994)

En general, està molt erosionat, amb diversos cràters superposats en el seu marge sud, amb formacions més petites que se superposen a la vora occidental i al nord-oest. El sòl interior ha estat escalabornat pel material expulsat, deixant només parts de l'interior del sud-oest relativament planes.

## Cràters satèl·lit
Per convenció aquests elements són identificats en els mapes lunars posant la lletra en el costat del punt central del cràter que està més proper a Blackett.
| Blackett | Coordenades                            | Diàmetre |
| -------- | -------------------------------------- | -------- |
| N        | 39° 54′ S, 116° 12′ O / 39.9°S,116.2°O | 23 km    |